# Staré Sedlo u Sokolova
Staré Sedlo (deutsch Alt Sattl, auch Altsattl) ist eine Gemeinde in Tschechien. Sie liegt sechs Kilometer von Sokolov und gehört zum Okres Sokolov.

## Geographie

### Geographische Lage
Staré Sedlo liegt am rechten Ufer der Eger am Rande des Kaiserwaldes im Falkenauer Becken. Südlich erhebt sich der Květný vrch (640 m), im Osten der Robič (536 m). Westlich wird die Gemeinde von der Staatsstraße 6 /E 48/49 umfahren.

### Gemeindegliederung
Für die Gemeinde Staré Sedlo sind keine Ortsteile ausgewiesen.

### Nachbargemeinden
Nachbarorte sind Horní Pískovec im Norden, Nové Sedlo im Nordosten, Loket im Osten, Dvory und Nadlesí im Südosten, Hrušková im Süden, Vítkov im Südwesten, Ovčárna und Těšovice im Westen sowie Královské Poříčí im Nordwesten.

## Geschichte
Die erste urkundliche Erwähnung von Sedlo erfolgte im Jahre 1249. In der Eger befand sich zu dieser Zeit auf einer Insel im Mündungsbereich eines Baches eine vorgeschobene Befestigungsanlage, die zusammen mit dem Robitzer Tor dem Schutz der Burg und Stadt Elbogen diente. Diese zur Herrschaft Falkenau gehörige Feste überließ Wenzel IV. 1397 der Stadt Elbogen als dauerhaften Besitz. Im Laufe des 15. Jahrhunderts erlosch die Feste.
Das Pfarrdorf Sedlo wurde 1414 der Burg Hartenberg untertänig und kam später zur Herrschaft Falkenau. Nach der Gründung des Dorfes Nove Sedlo wurde Sedlo ab 1454 als Staré Sedlo bezeichnet. Die Braunkohlenlagerstätte war bereits seit der Mitte des 16. Jahrhunderts bekannt, jedoch besaß die Kohle als Brennstoff zu dieser Zeit keine Bedeutung. Das Mineralwerk „Heilige Dreifaltigkeit“ lässt sich seit 1573 nachweisen und ist das älteste im Falkenauer Raum. In der Dreifaltigkeit wurden Alaun und Eisenvitriol hergestellt.
Im Jahre 1644 wurde die Feste Vogeleis erstmals genannt. Sie befand sich gegenüber von Altsattl am linken Ufer der Eger an der Katastergrenze zu Neusattl. Es wird angenommen, dass diese Feste erst während des Dreißigjährigen Krieges als Vorhut der Burg Elbogen errichtet wurde. Nach dem Kriege war die Feste bereits wieder erloschen und an ihrer Stelle entstand der städtische Vogeleishof.
Das Dorf Altsattl bestand 1750 aus ca. 50 Häusern. Der Faktor des Mineralwerkes, Karl Josef Kluge, erhielt 1760 das Bergbaurecht auf Kohle und Mineralien verliehen. Der 1777 gegründete Unterstützungs-Brüderschaft für das Altsattler Mineralwerk dient der sozialen Absicherung der Bergleute und gewährte seinen Mitgliedern Zuschüsse für Heilbehandlungen. 1788 wurde die Pfarre Altsattl zu einer Lokalie herabgestuft. Das Mineralwerk errichtete 1813 eine Holzbrücke über die Eger, um die Kohlelieferungen auch dann durchführen zu können, wenn die Furt bei Hochwasser unpassierbar geworden war. 1826 wurde das Mineralwerk um eine direkt an der Eger errichtete Alaunhütte und Vitriolsiederei erweitert. Johann David Starck begann 1829 mit der Produktion von Kupfervitriol. 1830 entstand die Straße von Karlsbad nach Eger als Ersatz für die alte Poststraße zwischen Erfurt und Prag. Mit der Erweiterung des Braunkohlenbergbaus erlosch in der Mitte des 19. Jahrhunderts der Vogeleishof.
Nach der Aufhebung der Patrimonialherrschaften bildete Altsattl/Staré Sedlo ab 1850 eine Gemeinde im Bezirk Falkenau. 1854 entstand ein neues Pfarrhaus. Am 4. September 1861 vernichtete ein Großbrand 52 Häuser sowie die Kirche und das Pfarrhaus. 1880 bestand das Dorf aus 186 Häusern und hatte 1574 Einwohner. In Altsattl bestanden eine Dreiklassenschule, eine Glashütte, eine Braunkohlengrube und ein Alaunschieferbergwerk. 1888 stellte das Mineralwerk die Schwefelproduktion ein. 1896 endete auch die Herstellung von Alaun und Eisenvitriol. Zu Beginn des 20. Jahrhunderts entstanden zwei Ziegeleien.
1921 kam die Gemeinde zum Bezirk Elbogen/Loket. In der Mitte der 1930er Jahre begann das Verhältnis zwischen Tschechen und Deutschen im Dorf abzukühlen. 1930 hatte die Gemeinde 1909 Einwohner, 1939 waren es nach der Aussiedlung der Tschechen nur noch 1813. Nach dem Münchner Abkommen wurde die Gemeinde Alt Sattl ins Deutsche Reich eingegliedert und gehörte bis 1945 zum Landkreis Elbogen. Nach dem Ende des Zweiten Weltkrieges kam der Ort zur Tschechoslowakei zurück; es begann die Vertreibung der Deutschen. Seit 1950 gehört die Gemeinde zum Okres Sokolov.

## Kultur und Sehenswürdigkeiten
- Kirche der Hl. Dreifaltigkeit, erbaut 1707–1711
- Schloss Staré Sedlo; den spätbarocken Bau ließ der Verwalter des Mineralwerkes, Franz Miessl, um 1816 an Stelle eines Hofes errichten.
- Egertal
- Braunkohlentiefbaugrube Michal
- Burg Loket

## Söhne und Töchter der Gemeinde
- Anton Schobloch (1835–1900), Unternehmer
- Kurt Augustinus Huber (* 21. Juni 1912; † 5. Oktober 2005 in Bad Homburg), römisch-katholischer Theologe und Hochschullehrer
- Seff Heil (1929–2000), Volkstumspfleger und -kundler des historischen Egerlandes
- Benny Gebauer (* 1939), Komponist